# Ониськів Михайло Михайлович
Они́ськів Миха́йло Миха́йлович (нар. 3 грудня 1941, с. Ласківці, нині Тернопільського району Тернопільської області — 29 березня 2023) — український краєзнавець, журналіст, літературознавець, громадсько-політичний діяч. Член НСЖУ (1966), член ВУСК (2000). Заслужений журналіст України (2017).

## Нагороди
- Всеукраїнська літературно-мистецька премія імені Братів Богдана та Левка Лепких (2000)
- Тернопільська обласна премія імені Петра Медведика в галузі краєзнавства (2011)
- лауреат обласного конкурсу «Людина року-2011».
- орден князя Костянтина Острозького (2014) — за краєзнавчі дослідження[2]
- обласна премія в галузі культури в номінації «Краєзнавство — імені Петра Медведика» — за видання енциклопедичного тритомника «Тернопільщина. Історія міст і сіл»[3].

## Життєпис

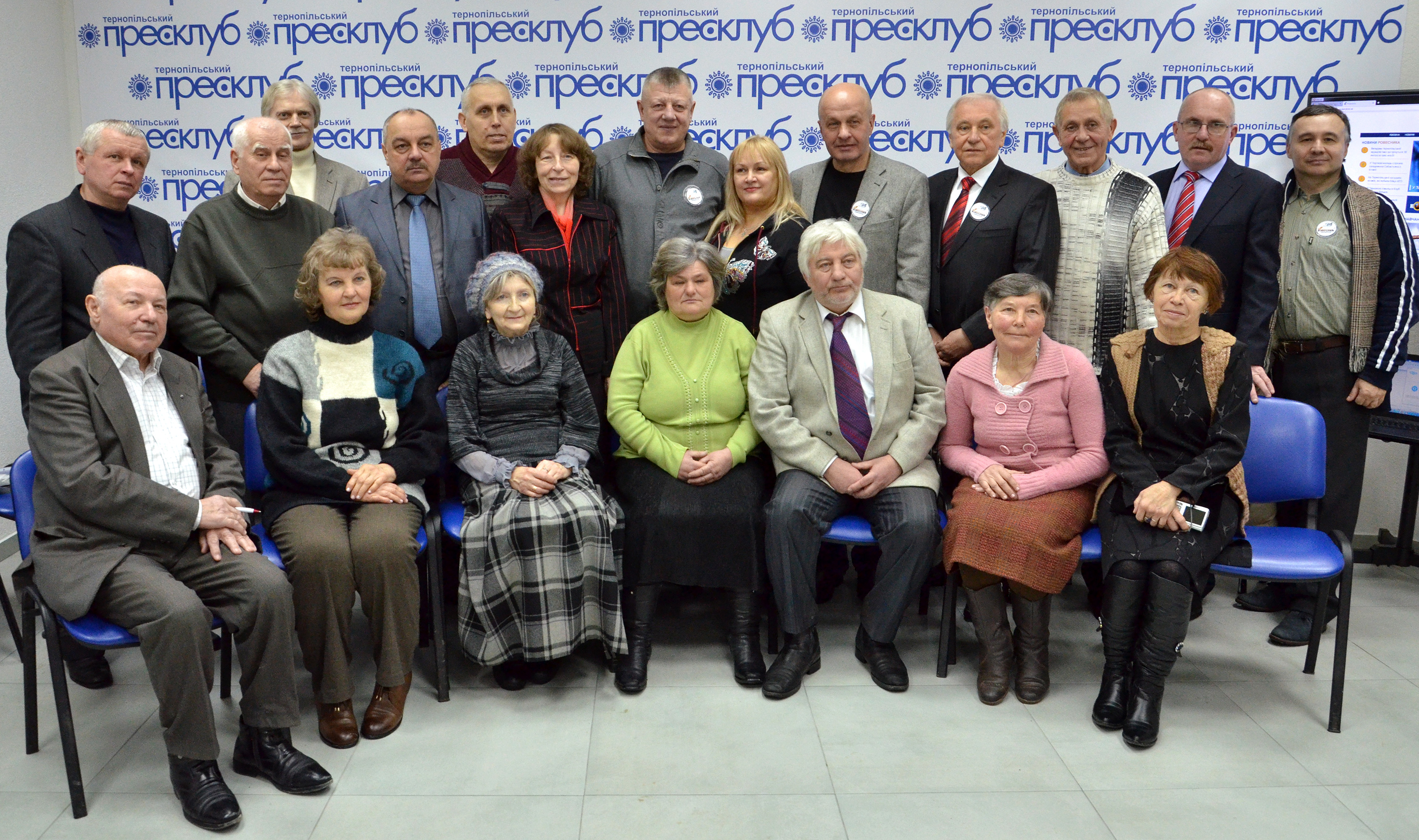
Зустріч журналістів-ветеранів газети «Ровесник» у Тернопільському прес-клубі

Закінчив Чернівецький університет (1965 р., нині національний університет) і ВПШ при ЦК КПУ (1975).
Працював у пресі, на партійній роботі. До 9 вересня 1989 року — завідувач ідеологічного відділу Тернопільського обласного комітету КПУ.
З 9 вересня 1989 по 15 вересня 1990 року — секретар Тернопільського обласного комітету КПУ з ідеології.
Співзасновник (1991) і перший головний редактор ж. «Тернопіль», співзасновник (1992) г. «Русалка Дністрова» (м. Тернопіль). 1994—1998 рр. — головний редактор видавництва «Збруч» (м. Тернопіль). Згодом — референт ректора і прескур'єр ТАНГ.
Від 2001 р. — в апараті Тернопільської обласної ради: консультант, керівник прес-служби. У 2007 р. — керівник прес-агенції КРУ в Тернопільській області.
У 1969—2014 рр. (з перервами) працював у газеті «Вільне життя», останні роки — заступником головного редактора з питань літератури і мистецтва.
Член редакційної ради журналу «Літературний Тернопіль» та член ради обласного відділення Всеукраїнського об'єднання ветеранів.
Член редакційної колегії 3-томного енциклопедичного видання «Тернопільщина. Історія міст і сіл».

## Творча діяльність

### Власні твори
- збірки поезій «Прийдень» (Т., 1996),
- книга поем «Ласківці» (Т., 2003),
- книги «АБВ…» («Автографи. Бібліографія. Вибране. Галерея. Досил», Т., 2012).
- монографія «Поетичний світ Петра Перебийноса» (Т., 2005),
- майже 3 тис. публікацій у збірниках, українській та закордоній періодиці.

### У співавторстві
- Першопублікатор невідомого вірша М. Шашкевича «Споминайте, браття милі.» (1970),
- співукладач журнальних антологій «Українські пісні-гімни» (1992) і «Тернопільщина літературна» (1991—1994, обидві — ж. «Тернопіль»).
- Підготував до друку спільно з Л. Баглей історичний роман «Івашко» (3-я частина «Опирів») Юліана Опільського (ж. «Тернопіль», 1993, № 4; 1994, № 1),
- видав (разом із В. Лавренюком) документальну драму В. Василька «Чашка чорної кави» (Т., 1994),
- документальні дослідження «Українець Михайло Паращук: ровесник болгарської волі, страдник нашої долі» (співавтор, Т., 2003),
- співукладач збірки духовної поезії західноукраїнський авторів «Богославень» (Т., 1994, з Б. Мельничуком),
- книги поезій М. Качалуби «Між двома стенокардіями» (Шерне — Т., 1994, з Д. Богун);
- зібрання творів С. Будного «Син Землі» (Л., 1997, з Г. Кушнериком).
- співупорядник реґіональних річників «Тернопілля» (від 1995).
- співукладач збірників українських народних пісень (350 пісень) «І прапор наш, і зброя» (Т., 2006–2007)
- книга спогадів про С. Будного «Молодий нащадок Прометея» (Т., «Джура», 2008)
- редактор понад 100 книг різноманітної тематики.